# Sisinnio di Leni
San Sisinnio (Villacidro, 123 – ...) viene venerato come colui che affronta e vince il diavolo tentatore e protegge la madre e il bambino dopo il parto.

## Storia e diffusione del culto
Il culto del santo si diffuse lungo il corso del medioevo anche in Sardegna, così come attestano i Condaghi, raccolte di documenti inerenti soprattutto lasciti e donazioni a chiese. Tra questi è molto noto quello di Santa Maria di Bonarcado dove, più volte, viene citato il nome di Sisinnio.
Secondo la tradizione sarda, Sisinnio nacque nel 123 così come si evince dall'epigrafe ritrovata il 17 luglio 1615 nel santuario ipogeo di San Lucifero a Cagliari, trascritta, interpretata e tradotta dal Bonfant.
Il Bonfant sostiene che Sisinnio venne ucciso a bastonate da sicari inviati dallo stesso imperatore. Le reliquie del santo sono attualmente custodite nel Duomo di Cagliari, tranne una costola, contenuta in una teca d'argento e donata agli abitanti di Villacidro, che è conservata nella chiesa di Santa Barbara.
Secondo la tradizione isolana il santo aveva una voce bellissima tanto da essere paragonata al canto del cigno che in dialetto villacidrese è detto "Sisini". 
Il santo vanta una grande venerazione fin dall'antichità, che ancora oggi non è venuta meno come attestano i festeggiamenti in suo onore. La festa di San Sisinnio è una delle tradizioni del folklore villacidrese più sentita e celebrata dalla piccola comunità; la festa si data nella prima domenica di agosto e i festeggiamenti incominciano il venerdì precedente fino al lunedì, nell'omonima chiesetta campestre a lui dedicata.
I "Coggius", lodi, canti, espressioni ritmico-poetiche della religiosità popolare, lo ricordano come "iscongiuradori", esorcista e "scacciacogas" cioè scacciastreghe.
Il culto del santo si diffuse ampiamente nel Campidano tanto che, una volta, gli abitanti di Serramanna tentarono di trafugare la reliquia, custodita a Villacidro, rivendicandone la paternità, da quel giorno e per lungo tempo la processione venne accompagnata dai fucilieri locali.